# 格伦兴山隧道

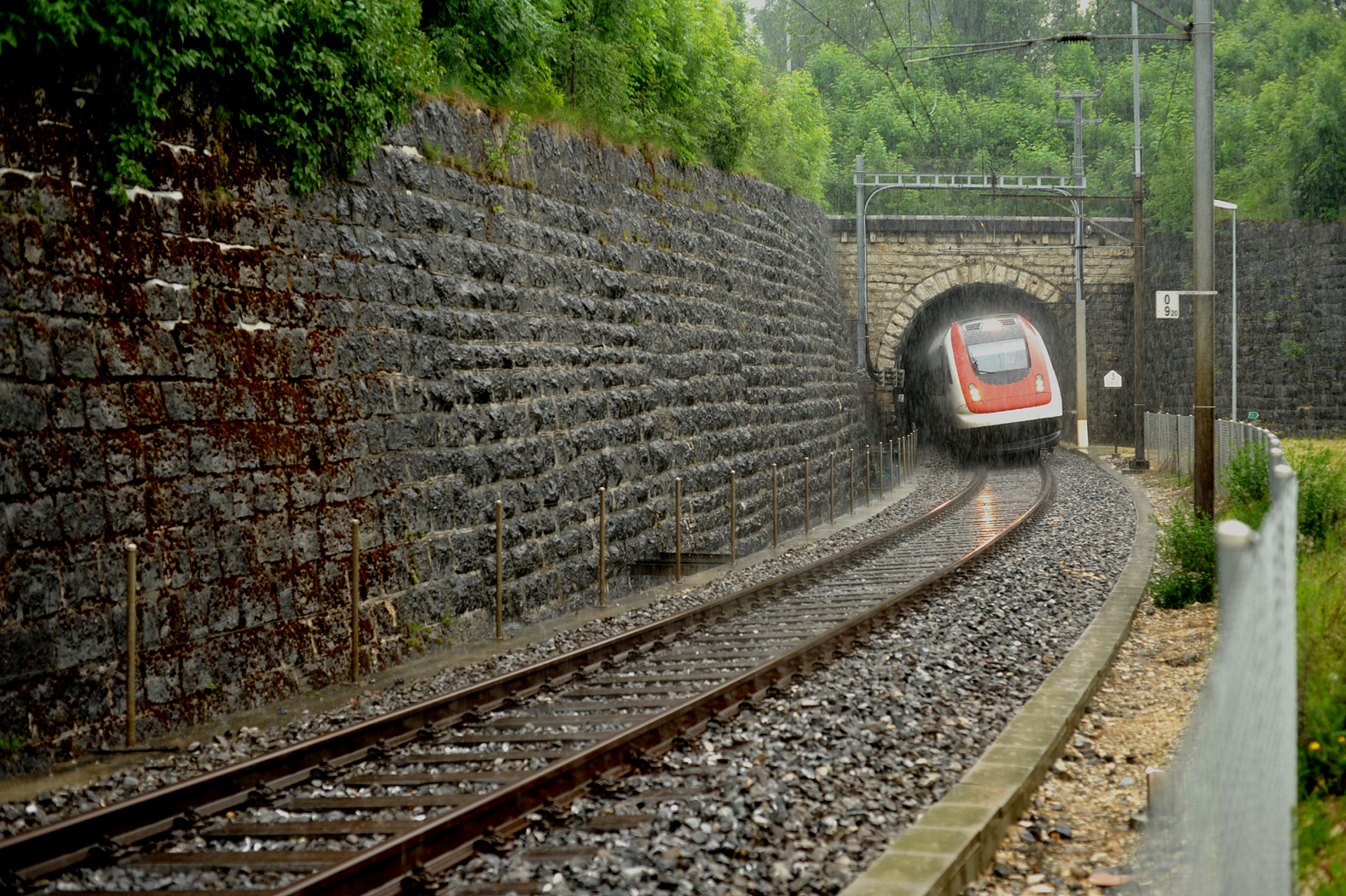
隧道北口

格伦兴山隧道，也称为穆捷—格倫興隧道（法語：Tunnel Moutier-Granges）是瑞士的一座单线铁路穿山隧道，全长8578米，穿过索洛圖恩州和伯尔尼州边界的格倫興山，1915年通车。